# Hydrozetes paulista
Hydrozetes paulista är en kvalsterart som beskrevs av Pérez-Íñigo och Baggio 1989. Hydrozetes paulista ingår i släktet Hydrozetes och familjen Hydrozetidae. Inga underarter finns listade i Catalogue of Life.